# Liomys irroratus
El ratón de bolsillo espinoso mexicano (Heteromys irroratus) es una especie de roedor de la familia Heteromyidae . Es originario de México y Texas en los Estados Unidos, donde se puede hallar en hábitats secos y matorrales. La UICN lo ha evaluado como de "preocupación menor". Anteriormente se había ubicado en el género Liomys, el cual en la actualidad se reconoce como parafilético y se ha incluido en Heteromys.

## Descripción
Hay siete subespecies de ratón de bolsillo espinoso mexicano y hay diferencias considerables en color y tamaño entre las diferentes poblaciones. En general, es un miembro de tamaño mediano dentro de su género Heteromys, que crece hasta una longitud de cabeza y cuerpo de aproximadamente 12 cm (4,7 plg) con una cola de aproximadamente la misma longitud. El pelaje se compone de una mezcla de espinas rígidas con pelos suaves, pero debido a que los pelos quedan planos, las espinas son la parte más notable del pelaje. Las partes superiores de la cabeza y el cuerpo son de color marrón grisáceo y las partes inferiores blanquecinas. Hay una línea lateral rosácea o gamuza que separa los dos colores. Los ejemplares jóvenes son grises y en un inicio carecen de espinas, que luego crecen a través del pelaje. Las plantas de los pies tienen pelos y el ratón de bolsillo espinoso mexicano es único en su género al poseer cinco en lugar de seis tubérculos en la pata trasera.

## Distribución y hábitat
El ratón de bolsillo espinoso mexicano es endémico de partes de Texas y México. Su área de distribución se extiende desde el norte del Río Grande hacia el sur hasta el Altiplano Mexicano, siendo su límite más meridional Zapotitlán del Río en el estado de Oaxaca . Se encuentra en matorrales secos a altitudes de hasta 3000 metros (3280,8 yd). En las regiones donde sus áreas de distribución se superponen, se encuentra en hábitats de tierras altas más secos que el ratón de bolsillo espinoso pintado ( Liomys pictus ). Normalmente no está presente en áreas con menos de 50 centímetros (19,7 plg) de precipitación anual.

## Parásitos
El ratón de bolsillo espinoso mexicano es parasitado por la mosca del ratón, Cuterebra fontinella.

## Comportamiento
El ratón de bolsillo espinoso mexicano utiliza cuatro métodos diferentes de locomoción. El más rápido es un salto similar al de un canguro, durante el cual el ratón puede cubrir 1,5 metros en un segundo. Este ratón de bolsillo es nocturno y pasa el día en una madriguera, cuya entrada puede estar cubierta con hojas o un montículo de tierra. La dieta consiste principalmente en semillas, particularmente de almez ( Celtis sp.), mezquite y otros árboles y arbustos. Estos se almacenan en bolsas en las mejillas y se llevan de vuelta a la madriguera. En estudios de laboratorio se encontró que este ratón de bolsillo no podía mantener su peso corporal a menos que tuviera acceso al agua. La reproducción tiene lugar durante gran parte del año, pero parece alcanzar su punto máximo entre agosto y noviembre. El tamaño de las camadas varía de dos a ocho crías, siendo cuatro el número más típico.

## Estado
El ratón de bolsillo espinoso mexicano tiene una amplia área de distribución y es común en sus hábitats dentro de dicha área. El tamaño de la población parece ser estable y no se han identificado amenazas particulares por lo que la Unión Internacional para la Conservación de la Naturaleza clasifica su estado de conservación como de «preocupación menor».